# شیخ عطار (مریوان)
شیخ عطار یک روستا در ایران است که در دهستان گلچیدر واقع شده‌است. شیخ عطار ۱۸۸ نفر جمعیت دارد.